# شافيير إسترادا فرنانديز
كزافييه إسترادا فرنانديز (بالإسبانية: Xavier Estrada Fernández)‏ هو حكم كرة قدم إسباني، ولد في 27 يناير 1976 في لاردة في إسبانيا.